# Давидки (Народицька селищна громада)
Дави́дки — село в Україні, у Народицькій селищній громаді Коростенського району Житомирської області. Населення становить 109 осіб (2001). Найближча залізнична станція, Рача, знаходиться в селі Радча, за 6 км.

## Історія
У 1906 році — Давидки, село Христинівської волості Овруцького повіту Волинської губернії. Відстань від повітового міста 52 версти, від волості 25. Дворів 5, мешканців 26.
До 6 серпня 2015 року село входило до складу Заліської сільської ради Народицького району Житомирської області.
28 лютого 2022 року село було окуповане російськими військами. Звільнене 3 квітня 2022 року.

## Населення

### Мова
Розподіл населення за рідною мовою за даними перепису 2001 року:
| Мова       | Кількість | Відсоток |
| ---------- | --------- | -------- |
| українська | 178       | 98.89%   |
| російська  | 2         | 1.11%    |
| Усього     | 180       | 100%     |